# Puchar Świata w snowboardzie 1998/1999
Puchar Świata w snowboardzie w sezonie 1998/1999 to 5. edycja tej imprezy. Cykl rozpoczął się 13 listopada 1998 roku w austriackim Zell am See. Ostatnie zawody sezonu odbyły się natomiast 14 marca 1999 roku we włoskim Olang. Zawody rozgrywano w czterech konkurencjach: gigant, slalom, snowcross i halfpipe. Rozgrywano także slalom równoległy i gigant równoległy, ale nie prowadzono dla nich osobnej klasyfikacji. 
Puchar Świata rozegrany został w 8 krajach i 16 miastach na 3 kontynentach. Najwięcej konkursów (7) rozegranych zostało we Włoszech.

## Konkurencje
- slalom równoległy (PSL)
- gigant równoległy (PGS)
- snowcross
- gigant
- slalom
- halfpipe

## Mężczyźni

### Kalendarz i wyniki
| Lp  | Data                  | Miejsce              | Konkurencja                               | Zwycięzca                                 | 2. miejsce                                | 3. miejsce                                |
| 1.  | 13 listopada 1998     | Zell am See          | PSL                                       | Werner Ebenbauer                          | Mathieu Chiquet                           | Stephen Copp                              |
| 2.  | 14 listopada 1998     | Zell am See          | Gigant                                    | Harald Walder                             | Stefan Kaltschütz                         | Maxence Idesheim                          |
| 3.  | 20 listopada 1998     | Tandådalen           | PGS                                       | Jasey-Jay Anderson                        | Mathieu Bozzetto                          | Stephen Copp                              |
| 4.  | 23 listopada 1998     | Tandådalen           | Halfpipe                                  | Ross Powers                               | Zach Horwitz                              | Jonathan Collomb-Patton                   |
| 5.  | 23 listopada 1998     | Tandådalen           | Halfpipe                                  | Tommy Czeschin                            | Fredrik Sterner                           | Daniel Nordin                             |
| 6.  | 28 listopada 1998     | Sestriere            | PSL                                       | Nicolas Huet                              | Elmar Messner                             | Mathieu Chiquet                           |
| 7.  | 29 listopada 1998     | Sestriere            | Gigant                                    | Jeff Archibald                            | Nicolas Huet                              | Richard Richardsson                       |
| 8.  | 4 grudnia 1998        | Ischgl               | PSL                                       | Mathieu Chiquet                           | Maxence Idesheim                          | Mathieu Bozzetto                          |
| 9.  | 10 grudnia 1998       | Whistler             | Supergigant                               | Ian Price                                 | Mark Fawcett                              | Richard Richardsson                       |
| 10. | 11 grudnia 1998       | Whistler             | Halfpipe                                  | Fredrik Sterner                           | Ross Powers                               | Markus Jonsson                            |
| 11. | 12 grudnia 1998       | Whistler             | Snowcross                                 | Scott Gaffney                             | Ben Wainwright                            | Mathieu Morency                           |
| 12. | 15 grudnia 1998       | Mount Bachelor       | Supergigant                               | Mark Fawcett                              | Jeff Archibald                            | Jeff Greenwood                            |
| 13. | 16 grudnia 1998       | Mount Bachelor       | Halfpipe                                  | Ross Powers                               | Tommy Czeschin                            | Michael Michalchuk                        |
| 14. | 5 stycznia 1999       | Morzine              | PGS                                       | Mathieu Bozzetto                          | Mathieu Chiquet                           | Werner Ebenbauer                          |
| 15. | 6 stycznia 1999       | Morzine              | PSL                                       | Markus Ebner                              | Mathieu Bozzetto                          | Richard Richardsson                       |
| 16. | 7 stycznia 1999       | Morzine              | Halfpipe                                  | Sébastien Vassoney                        | Fredrik Sterner                           | Jonathan Collomb-Patton                   |
| MŚ  | 12 - 19 stycznia 1999 | Berchtesgaden        | 3. Mistrzostwa Świata w Snowboardzie 1999 | 3. Mistrzostwa Świata w Snowboardzie 1999 | 3. Mistrzostwa Świata w Snowboardzie 1999 | 3. Mistrzostwa Świata w Snowboardzie 1999 |
| 17. | 20 stycznia 1999      | Gstaad               | Gigant                                    | Elmar Messner                             | Stefan Kaltschütz                         | Maxence Idesheim                          |
| 18. | 22 stycznia 1999      | Grächen              | Snowcross                                 | Darren Chalmers                           | Sylvain Duclos                            | Jeff Greenwood                            |
| 19. | 25 stycznia 1999      | Madonna di Campiglio | Gigant                                    | Darren Chalmers                           | Stefan Kaltschütz                         | Jeff Archibald                            |
| 20. | 30 stycznia 1999      | Mont-Sainte-Anne     | Gigant                                    | Charlie Cosnier                           | Ian Price                                 | Jasey-Jay Anderson                        |
| 21. | 31 stycznia 1999      | Mont-Sainte-Anne     | Halfpipe                                  | Guillaume Morisset                        | Tommy Czeschin                            | Guy Deschesne                             |
| 22. | 5 lutego 1999         | Park City            | PSL                                       | Mathieu Bozzetto                          | Richard Richardsson                       | Mathieu Chiquet                           |
| 23. | 6 lutego 1999         | Park City            | Halfpipe                                  | Ross Powers                               | Tommy Czeschin                            | Ricky Bower                               |
| 24. | 7 lutego 1999         | Park City            | Gigant                                    | Stefan Kaltschütz                         | Jasey-Jay Anderson                        | Mathieu Bozzetto                          |
| 25. | 4 lutego 1999         | Asahikawa            | PSL                                       | Mathieu Bozzetto                          | Nicolas Huet                              | Dieter Moherndl                           |
| 26. | 6 lutego 1999         | Asahikawa            | Halfpipe                                  | Ross Powers                               | Shin’ichi Watanabe                        | Tommy Czeschin                            |
| 27. | 19 lutego 1999        | Naeba                | PGS                                       | Stefan Kaltschütz                         | Felix Stadler                             | Mathieu Chiquet                           |
| 28. | 20 lutego 1999        | Naeba                | Halfpipe                                  | Ross Powers                               | Tommy Czeschin                            | Fredrik Sterner                           |
| 29. | 20 lutego 1999        | Naeba                | PSL                                       | Nicolas Huet                              | Mathieu Bozzetto                          | Anton Pogue                               |
| 30. | 5 marca 1999          | Kreischberg          | Snowcross                                 | Zeke Steggall                             | Henrik Jansson                            | Sylvain Duclos                            |
| 31. | 6 marca 1999          | Kreischberg          | PSL                                       | Nicolas Huet                              | Harald Walder                             | Dejan Košir                               |
| 32. | 11 marca 1999         | Olang                | PGS                                       | Mathieu Bozzetto                          | Karl Frenademez                           | Richard Richardsson                       |
| 33. | 12 marca 1999         | Olang                | PSL                                       | Mathieu Bozzetto                          | Mathias Behounek                          | Stefan Kaltschütz                         |
| 34. | 13 marca 1999         | Olang                | Halfpipe                                  | Ross Powers                               | Mathieu Justafre                          | Zach Horwitz                              |
| 35. | 14 marca 1999         | Olang                | Snowcross                                 | Pontus Ståhlkloo                          | Magnus Sterner                            | Ben Wainwright                            |

### Klasyfikacje
| Lp.   | Zawodnik            | Punkty |
| ----- | ------------------- | ------ |
| 1.    | Mathieu Bozzetto    | 1263   |
| 2.    | Stefan Kaltschütz   | 1081   |
| 3.    | Ross Powers         | 978    |
| 4.    | Nicolas Huet        | 932    |
| 5.    | Mathieu Chiquet     | 872    |
| 6.    | Magnus Sterner      | 860    |
| 7.    | Richard Richardsson | 810    |
| 8.    | Tommy Czeschin      | 708    |
| 9.    | Maxence Idesheim    | 694    |
| 10.   | Werner Ebenbauer    | 662    |
| . . . |                     |        |
| 75.   | Piotr Starowicz     | 123    |
| 104.  | Wojciech Pająk      | 68     |
| 145.  | Łukasz Starowicz    | 27     |
| 235.  | Mateusz Ligocki     | 5      |
| 255.  | Grzegorz Jękot      | 3      |
| 271.  | Andrzej Kaim        | 2      |
| 292.  | Marcin Sitarz       | 1      |

| Lp.   | Zawodnik            | Punkty |
| ----- | ------------------- | ------ |
| 1.    | Stefan Kaltschütz   | 6600   |
| 2.    | Jeff Archibald      | 4460   |
| 3.    | Mathieu Bozzetto    | 4270   |
| 4.    | Richard Richardsson | 3830   |
| 5.    | Maxence Idesheim    | 3650   |
| 6.    | Charlie Cosnier     | 3178   |
| 7.    | Ian Price           | 2982   |
| 8.    | Markus Ebner        | 2968   |
| 9.    | Harald Walder       | 2945   |
| 10.   | Jasey-Jay Anderson  | 2940   |
| . . . |                     |        |
| 94.   | Łukasz Starowicz    | 22     |
| 114.  | Grzegorz Jękot      | 12     |
| 127.  | Marcin Sitarz       | 7      |

| Lp.   | Zawodnik            | Punkty |
| ----- | ------------------- | ------ |
| 1.    | Mathieu Bozzetto    | 5850   |
| 2.    | Mathieu Chiquet     | 4700   |
| 3.    | Nicolas Huet        | 4640   |
| 4.    | Werner Ebenbauer    | 3250   |
| 5.    | Richard Richardsson | 2990   |
| 6.    | Stefan Kaltschütz   | 2950   |
| 7.    | Elmar Messner       | 2830   |
| 8.    | Stephen Copp        | 2410   |
| 9.    | Maxence Idesheim    | 2300   |
| 10.   | Dejan Košir         | 2280   |
| . . . |                     |        |
| 54.   | Łukasz Starowicz    | 86     |

| Lp.   | Zawodnik         | Punkty |
| ----- | ---------------- | ------ |
| 1.    | Sylvain Duclos   | 1760   |
| 2.    | Magnus Sterner   | 1750   |
| 3.    | Ben Wainwright   | 1690   |
| 4.    | Zeke Steggall    | 1640   |
| 5.    | Henrik Jansson   | 1590   |
| 6.    | Pontus Ståhlkloo | 1450   |
| 7.    | Jeff Greenwood   | 1240   |
| 8.    | Darren Chalmers  | 1230   |
| 9.    | Scott Gaffney    | 1000   |
| 10.   | Anton Pogue      | 950    |
| . . . |                  |        |
| 89.   | Mateusz Ligocki  | 8      |

| Lp.   | Zawodnik           | Punkty |
| ----- | ------------------ | ------ |
| 1.    | Ross Powers        | 7090   |
| 2.    | Tommy Czeschin     | 5660   |
| 3.    | Fredrik Sterner    | 4960   |
| 4.    | Zach Horwitz       | 3970   |
| 5.    | Markus Jonsson     | 2530   |
| 6.    | Shin’ichi Watanabe | 2520   |
| 7.    | Sébastien Vassoney | 2235   |
| 8.    | Magnus Sterner     | 2215   |
| 9.    | Jonas Gunnarsson   | 1930   |
| 10.   | Jonathan C.-Patton | 1860   |
| . . . |                    |        |
| 19.   | Piotr Starowicz    | 985    |
| 34.   | Wojciech Pająk     | 540    |
| 85.   | Łukasz Starowicz   | 120    |
| 122.  | Mateusz Ligocki    | 18     |
| 122.  | Andrzej Kaim       | 18     |
| 126.  | Grzegorz Jękot     | 16     |

## Kobiety

### Kalendarz i wyniki
| Lp  | Data                  | Miejsce              | Konkurencja                               | Zwyciężczyni                              | 2. miejsce                                | 3. miejsce                                |
| 1.  | 13 listopada 1998     | Zell am See          | PSL                                       | Manuela Riegler                           | Heidi Renoth                              | Marion Posch                              |
| 2.  | 14 listopada 1998     | Zell am See          | Gigant                                    | Margherita Parini                         | Karine Ruby                               | Birgit Herbert                            |
| 3.  | 20 listopada 1998     | Tandådalen           | PGS                                       | Lidia Trettel                             | Karine Ruby                               | Heidi Renoth                              |
| 4.  | 23 listopada 1998     | Tandådalen           | Halfpipe                                  | Michelle Taggart                          | Kim Stacey                                | Doriane Vidal                             |
| 5.  | 23 listopada 1998     | Tandådalen           | Halfpipe                                  | Doriane Vidal                             | Anna Hellman                              | Tricia Byrnes                             |
| 6.  | 28 listopada 1998     | Sestriere            | PSL                                       | Karine Ruby                               | Manuela Riegler                           | Isabelle Blanc                            |
| 7.  | 29 listopada 1998     | Sestriere            | Gigant                                    | Margherita Parini                         | Karine Ruby                               | Isabelle Blanc                            |
| 8.  | 4 grudnia 1998        | Ischgl               | PSL                                       | Karine Ruby                               | Isabelle Blanc                            | Birgit Herbert                            |
| 9.  | 10 grudnia 1998       | Whistler             | Supergigant                               | Sondra van Ert                            | Margherita Parini                         | Ursula Fingerlos                          |
| 10. | 1 grudnia 1998        | Whistler             | Halfpipe                                  | Tricia Byrnes                             | Doriane Vidal                             | Kim Stacey                                |
| 11. | 13 grudnia 1998       | Whistler             | Snowcross                                 | Maëlle Ricker                             | Sophia Bergdahl                           | Manuela Riegler                           |
| 12. | 15 grudnia 1998       | Mount Bachelor       | Supergigant                               | Rosey Fletcher                            | Karine Ruby                               | Sondra van Ert                            |
| 13. | 16 grudnia 1998       | Mount Bachelor       | Halfpipe                                  | Tricia Byrnes                             | Shannon Dunn                              | Doriane Vidal                             |
| 14. | 5 stycznia 1999       | Morzine              | PSL                                       | Marion Posch                              | Karine Ruby                               | Sara Fischer                              |
| 15. | 6 stycznia 1999       | Morzine              | PGS                                       | Manuela Riegler                           | Carmen Ranigler                           | Isabel Zedlacher                          |
| 16. | 7 stycznia 1999       | Morzine              | Halfpipe                                  | Valerie Bourdier                          | Doriane Vidal                             | Sabine Wehr-Hasler                        |
| MŚ  | 12 - 19 stycznia 1999 | Berchtesgaden        | 3. Mistrzostwa Świata w Snowboardzie 1999 | 3. Mistrzostwa Świata w Snowboardzie 1999 | 3. Mistrzostwa Świata w Snowboardzie 1999 | 3. Mistrzostwa Świata w Snowboardzie 1999 |
| 17. | 20 stycznia 1999      | Gstaad               | Gigant                                    | Sondra van Ert                            | Margherita Parini                         | Manuela Riegler                           |
| 18. | 22 stycznia 1999      | Grächen              | Snowrcoss                                 | Ursula Fingerlos                          | Manuela Riegler                           | Angelique Correze-Hubert                  |
| 19. | 25 stycznia 1999      | Madonna di Campiglio | Gigant                                    | Karine Ruby                               | Isabelle Blanc                            | Sondra van Ert                            |
| 20. | 30 stycznia 1999      | Mont-Sainte-Anne     | Gigant                                    | Sondra van Ert                            | Claudia Riegler                           | Margherita Parini                         |
| 21. | 31 stycznia 1999      | Mont-Sainte-Anne     | Halfpipe                                  | Kim Stacey                                | Tricia Byrnes                             | Lori Glazier                              |
| 22. | 5 lutego 1999         | Park City            | PSL                                       | Sandra Farmand                            | Manuela Riegler                           | Karine Ruby                               |
| 23. | 6 lutego 1999         | Park City            | Halfpipe                                  | Tricia Byrnes                             | Kim Stacey                                | Sabine Wehr-Hasler                        |
| 24. | 7 lutego 1999         | Park City            | Gigant                                    | Margherita Parini                         | Karine Ruby                               | Nathalie Desmares                         |
| 25. | 13 lutego 1999        | Asahikawa            | PSL                                       | Marion Posch                              | Karine Ruby                               | Manuela Riegler                           |
| 26. | 14 lutego 1999        | Asahikawa            | Halfpipe                                  | Tricia Byrnes                             | Doriane Vidal                             | Anna Hellman                              |
| 27. | 19 lutego 1999        | Naeba                | PGS                                       | Lidia Trettel                             | Margherita Parini                         | Karine Ruby                               |
| 28. | 20 lutego 1999        | Naeba                | Halfpipe                                  | Tricia Byrnes                             | Doriane Vidal                             | Kim Stacey                                |
| 29. | 20 lutego 1999        | Naeba                | PSL                                       | Marion Posch                              | Heidi Renoth                              | Manuela Riegler                           |
| 30. | 5 marca 1999          | Kreischberg          | Snowcross                                 | Sophia Bergdahl                           | Manuela Riegler                           | Katrin Winkler                            |
| 31. | 6 marca 1999          | Kreischberg          | PSL                                       | Isabelle Blanc                            | Dorothée Fournier                         | Heidi Renoth                              |
| 32. | 11 marca 1999         | Olang                | PGS                                       | Manuela Riegler                           | Isabelle Blanc                            | Margherita Parini                         |
| 33. | 12 marca 1999         | Olang                | PSL                                       | Marion Posch                              | Isabelle Blanc                            | Karine Ruby                               |
| 34. | 13 marca 1999         | Olang                | Halfpipe                                  | Tricia Byrnes                             | Valerie Bourdier                          | Kim Stacey                                |
| 35. | 14 marca 1999         | Olang                | Snowcross                                 | Ursula Fingerlos                          | Manuela Riegler                           | Janet Jonsson                             |

### Klasyfikacje
| Lp.   | Zawodniczka          | Punkty |
| ----- | -------------------- | ------ |
| 1.    | Manuela Riegler      | 1479   |
| 2.    | Karine Ruby          | 1460   |
| 3.    | Ursula Fingerlos     | 1202   |
| 4.    | Marion Posch         | 1043   |
| 5.    | Margherita Parini    | 984    |
| 6.    | Sophia Bergdahl      | 942    |
| 7.    | Tricia Byrnes        | 925    |
| 8.    | Isabelle Blanc       | 911    |
| 9.    | Lidia Trettel        | 788    |
| 10.   | Sondra van Ert       | 761    |
| . . . |                      |        |
| 68.   | Małgorzata Kukucz    | 94     |
| 114.  | Anna Łuckoś          | 27     |
| 132.  | Elżbieta Śmietana    | 17     |
| 149.  | Blanka Isielonis     | 5      |
| 164.  | Klaudyna Mikołajczyk | 2      |

| Lp.   | Zawodniczka          | Punkty |
| ----- | -------------------- | ------ |
| 1.    | Margherita Parini    | 7500   |
| 2.    | Karine Ruby          | 7100   |
| 3.    | Sondra van Ert       | 5840   |
| 4.    | Lidia Trettel        | 5120   |
| 5.    | Claudia Riegler      | 4490   |
| 6.    | Isabelle Blanc       | 4040   |
| 7.    | Ursula Fingerlos     | 3850   |
| 8.    | Manuela Riegler      | 3700   |
| 9.    | Birgit Herbert       | 3480   |
| 10.   | Isabel Zedlacher     | 3470   |
| . . . |                      |        |
| 52.   | Małgorzata Kukucz    | 168    |
| 61.   | Elżbieta Śmietana    | 56     |
| 66.   | Anna Łuckoś          | 46     |
| 80.   | Klaudyna Mikołajczyk | 18     |

| Lp.   | Zawodniczka       | Punkty |
| ----- | ----------------- | ------ |
| 1.    | Marion Posch      | 5500   |
| 2.    | Karine Ruby       | 5250   |
| 3.    | Manuela Riegler   | 4750   |
| 4.    | Sandra Farmand    | 3620   |
| 5.    | Heidi Renoth      | 3560   |
| 6.    | Isabelle Blanc    | 3550   |
| 7.    | Sara Fischer      | 2910   |
| 8.    | Birgit Herbert    | 2340   |
| 9.    | Dorothée Fournier | 2300   |
| 10.   | Claudia Riegler   | 2150   |
| . . . |                   |        |
| 37.   | Małgorzata Kukucz | 282    |
| 41.   | Anna Łuckoś       | 155    |
| 50.   | Elżbieta Śmietana | 80     |
| 65.   | Blanka Isielonis  | 32     |

| Lp.   | Zawodniczka       | Punkty |
| ----- | ----------------- | ------ |
| 1.    | Ursula Fingerlos  | 2450   |
| 2.    | Manuela Riegler   | 2400   |
| 3.    | Sophia Bergdahl   | 2200   |
| 4.    | Maëlle Ricker     | 1450   |
| 5.    | Lesley McKenna    | 1170   |
| 6.    | Aurélie Tible     | 1050   |
| 7.    | Janet Jonsson     | 890    |
| 8.    | Claire Gastaud    | 800    |
| 9.    | Joanna Mularz     | 770    |
| 10.   | Claudia Riegler   | 720    |
| . . . |                   |        |
| 39.   | Małgorzata Kukucz | 140    |

| Lp.   | Zawodniczka         | Punkty |
| ----- | ------------------- | ------ |
| 1.    | Tricia Byrnes       | 7400   |
| 2.    | Doriane Vidal       | 5900   |
| 3.    | Kim Stacey          | 5400   |
| 4.    | Sabine Wehr-Hasler  | 3860   |
| 5.    | Anna Hellman        | 3800   |
| 6.    | Valerie Bourdier    | 3250   |
| 7.    | Siw Alida Renander  | 2700   |
| 8.    | Alessandra Pescosta | 2530   |
| 9.    | Janet Jonsson       | 2360   |
| 10.   | Michelle Taggart    | 2190   |
| . . . |                     |        |
| 35.   | Małgorzata Kukucz   | 380    |